# Tupinambis longilineus
Tupinambis longilineus là một loài thằn lằn trong họ Teiidae. Loài này được Avila-Pires miêu tả khoa học đầu tiên năm 1995.